# Italochrysa variegata
Italochrysa variegata is een insect uit de familie van de gaasvliegen (Chrysopidae), die tot de orde netvleugeligen (Neuroptera) behoort. 
Italochrysa variegata is voor het eerst wetenschappelijk beschreven door Burmeister in 1839.